# Anachronox
Anachronox è un videogioco di ruolo, sviluppato da ion Storm e pubblicato nel 2001 da Eidos Interactive. Il gioco utilizza una versione migliorata del motore grafico di Quake II, l'id Tech 2: tra le altre cose sono presenti animazioni più accurate, espressioni del viso e palette dotata di un maggior numero di colori.

## Trama
Sylvester Bucelli, chiamato da tutti "Sly Boots", è un detective di non troppo successo che vive su Anachronox, un pianeta abbandonato dai suoi originali abitanti e ora popolato da decine di specie aliene diverse. Dopo alcuni lavori minori, Sly dovrà mettersi in viaggio per trovare delle risposte su una misteriosa minaccia all'intero universo.

## Modalità di gioco
Il gameplay di Anachronox è ispirato a quello di Chrono Trigger, uno dei videogiochi preferiti dell'ideatore Tom Hall, sebbene a differenza del titolo Squaresoft alcuni aspetti sono piuttosto semplificati, come le statistiche dei personaggi e la raccolta degli oggetti; molta enfasi è data all'esplorazione e allo svolgersi della storia.
I combattimenti sono a turni, mentre nelle fasi esplorative si guida il nostro personaggio (e il suo party) in un mondo 3D, con visuale in terza persona.

## Anachronox: The Movie
Anachronox: The Movie è un machinima creato montando tutte le sequenze non interattive di Anachronox.